# Juri Borissowitsch Norstein

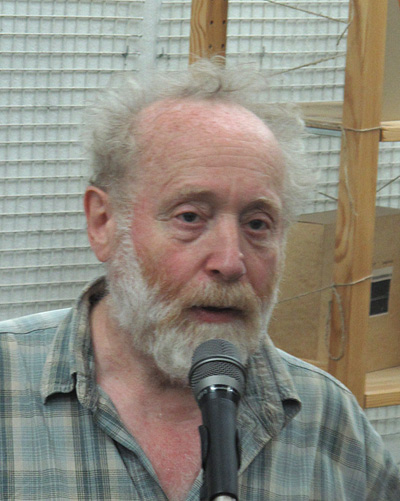
Juri Borissowitsch Norstein (2009)

Juri Borissowitsch Norstein (russisch Ю́рий Бори́сович Норште́йн; * 15. September 1941 in Andrejewka, Oblast Pensa) ist ein russischer Trickfilmer.

## Biografie
Norstein wurde 1941 als Sohn jüdischer Eltern in einem Dorf bei Kamenka in der Oblast Pensa geboren, wohin die Mutter (1912–2001), eine Kindergärtnerin, evakuiert worden war; der Vater (1905–1956), Arbeiter in einer Möbelfabrik, war bereits an der Front. 1943 kehrten Mutter und Sohn nach Moskau zurück. Nach Beendigung der Schule besuchte Norstein einen zweijährigen Kurs für Animation im staatlichen Animationsstudio Sojusmultfilm, wo er 1961 eine Vollzeitanstellung erhielt.
Während Norstein von den Animationsfilmen, die Sojusmultfilm zu dieser Zeit anfertigte, nicht begeistert war, fand er dort schließlich ein Vorbild, als er die Filme von Sergei Eisenstein sah und dadurch selbst Regisseur werden wollte.
Als Animator arbeitete er an zahlreichen Filmen, bis er 1967 mit 25-e – Perwyi den (dt. „25. – Der erste Tag“) seinen ersten Film als Regisseur realisieren konnte. In diesem verarbeitete er sein Interesse für russische Avantgarde-Maler des frühen 20. Jahrhunderts wie Kusma Petrow-Wodkin und Natan Altman.
Es folgten weitere Kurzfilme, oftmals basierend auf russischen Volksmärchen. Gemeinsam mit seiner Frau Frantscheska Jarbussowa (* 1942), die er bei Sojusmultfilm kennengelernt hatte, und seinem Kameramann Alexander Schukowski (1933–1999) entwickelte er eine eigene Animationsmethode. Dabei wird die Zeichnung auf verschiedene dicke Glasschichten aufgetragen. Eine Veröffentlichung des Films Zaplja i schurawl (1974, dt. „Der Reiher und der Kranich“) sollte ursprünglich von den Zensurbehörden verhindert werden, dank Bemühungen von Fjodor Chitruk (1917–2012) erschien er dann doch.

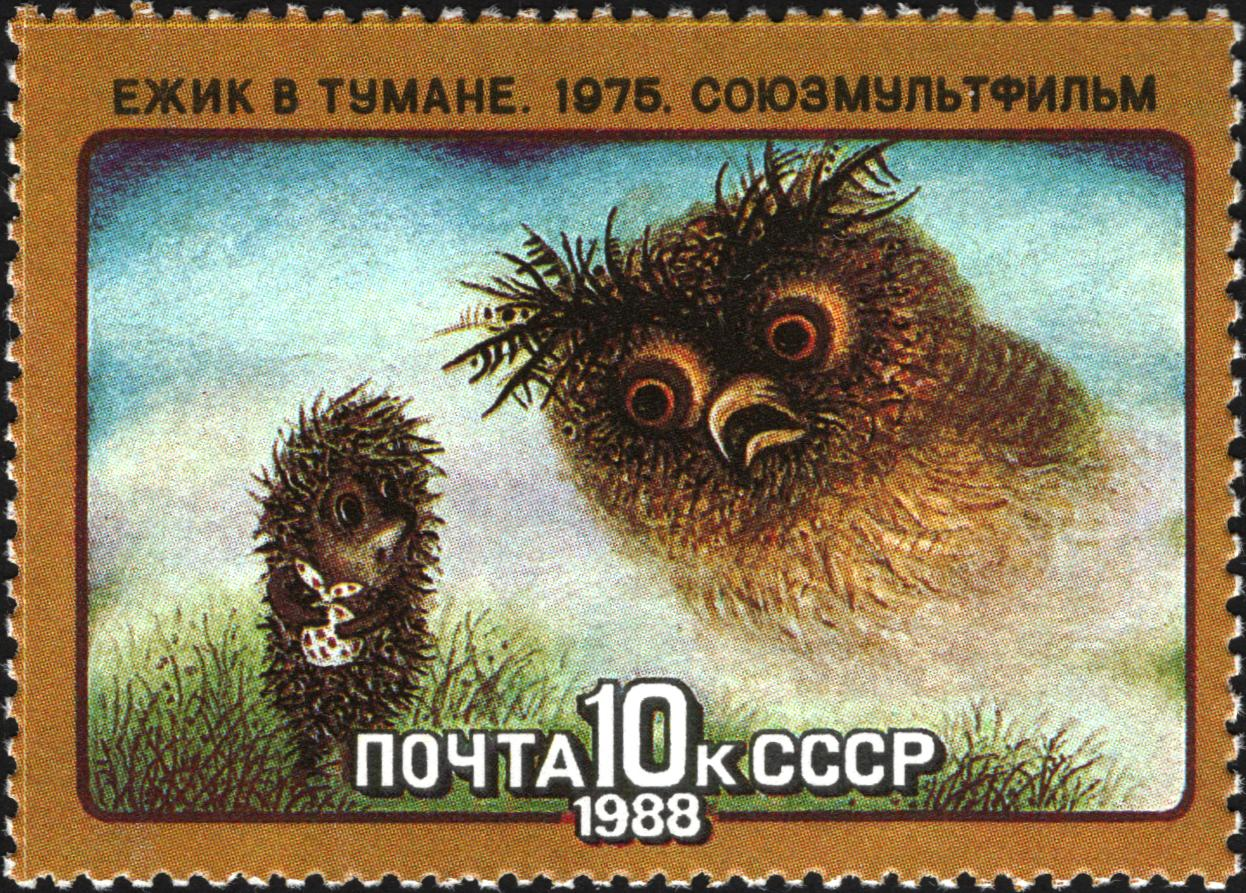
Sowjetische Briefmarke mit einem Motiv aus Joschik w tumane

Als der folgende Film Joschik w tumane (deutsch Igelchen im Nebel) fertiggestellt sein sollte, hatte Norstein erst 20 Prozent des Films fertig, erhielt aber, als er seinen Vorgesetzten das bereits fertige Material zeigte und diese beeindruckt waren, die Erlaubnis, weiterzuarbeiten und den Film zu vollenden. Dieser Film handelt von einem Igel, der sich auf der Suche nach seinem Freund, dem Bären, im Nebel verirrt und dabei Angst hat.
1979 erschien der 23-minütige Film Die Geschichte der Geschichten, der auf eigenen Kindheitserinnerungen basiert und in Zusammenarbeit mit der Bühnenautorin Ljudmila Petruschewskaja entstand. Dieser gewann mehrere Auszeichnungen, darunter den Hauptpreis auf dem Ottawa International Animation Festival, und wurde 1985 von einer Kommission auf dem Los Angeles Olympic Arts Festival als „bester Trickfilm aller Zeiten“ bezeichnet.
Seit 1981 arbeitet Norstein zusammen mit seiner Frau Frantscheska Jarbussowa an einer Verfilmung von Nikolai Gogols Der Mantel. Diese soll Spielfilmlänge umfassen. Wegen seiner langsamen und perfektionistischen Arbeitsweise wurde Norstein 1985 von Sojusmultfilm entlassen. Seitdem litt das Projekt immer wieder an mangelnder Finanzierung.
1993 gründete er gemeinsam mit anderen Animatoren das SHAR Studio.
1995 wurde er mit dem „Triumph“, einer renommierten Auszeichnung für Kunst und Literatur in Russland, ausgezeichnet, 2004 in Japan mit dem Orden der Aufgehenden Sonne. Mit dem japanischen Animator Kihachirō Kawamoto arbeitete er 2003 bei dessen Projekt Fuyu no Hi und 2005 als Animator bei dem Film Das Buch der Toten zusammen.
Norstein war einer von mehr als 370 russischen Regisseuren, Produzenten, Drehbuchautoren und Animatoren, die am 26. Februar 2022 in einem offenen Brief die russische Invasion in der Ukraine verurteilten.

## Filmografie
- 1967: 25-e – Perwyi den (25-е — первый день)
- 1971: Setscha pri Kerschenze (Сеча при Керженце)
- 1973: Lisa i sajaz (Лиса и заяц)
- 1974: Zaplja i schurawl (Цапля и журавль)
- 1975: Joschik w tumane (Ёжик в тумане, deutsch Igelchen im Nebel)
- 1979: Die Geschichte der Geschichten (Сказка сказок, Skaska skasok)
- 2003: Fuyu no Hi (冬の日) (1. Segment)